# 州問題・自治庁
州問題・自治庁（しゅうもんだい・じちちょう、イタリア語: Dipartimento per gli affari regionali e le autonomie）は、国家、地域及び自治体に関する行政を調整するイタリアの行政機関である。

## 概要
イタリアの閣僚評議会議長府（首相府）に置かれている行政機関であり、自治体に関する事務を所管している。

## 組織
- 第1局（都市政策及び山岳政策、制度の近代化、地方自治の国際活動事務局）
- 第2局（特別自治体及び自治州の立法の憲法適正審査事務局）
- 第3局（国家、地域、トレント自治州及びボルツァーノ自治州間の常設会議の活動調整事務局）
- 第4局（法務、地方自治、少数言語派及びコミュニケーション事務局）